# Itho
Itho (een afkorting van Internationale Technische Handelsonderneming) is een Nederlandse handelsonderneming die vanaf de oprichting in 1919 zelfstandig heeft bestaan tot 1981. Daarna werd het eigendom van het Deens concern Danfoss. Later werd de naam veranderd in Itho Daalderop, na een fusie met het bedrijf Daalderop uit Tiel. In 2016 fuseerde Itho Daalderop op haar beurt met Klimaatgarant tot de Climate For Life Group. CFL werd in 2023 overgenomen door het Zweedse Nibe.
Het handelsbedrijf is actief in de installatiebranche en kent in Nederland twee vestigingen, in Schiedam en in Tiel.

## Geschiedenis

### 1919-1945
Het bedrijf is op 6 mei 1919 in Schiedam opgericht door Frits Beukers als Internationale Technische Handels Onderneming. Hij bezat op dat moment al een ander bedrijf: zijn ingenieursbureau, Firma Frits M. Beukers genaamd, was gevestigd aan de Lange Haven 37-39, en noemde zich specialist in kerkverwarmingsystemen maar verkocht bijvoorbeeld ook droogovens. Contacten in Amerika en zijn inschatting dat een aparte handelsonderneming hem meer inkomsten kon geven via bijvoorbeeld betere inkoopcondities van onderdelen en producten waren de reden om een separate handelsonderneming te starten.
In de eerste jaren was de handelsonderneming voornamelijk actief in een aantal sectoren en was importeur van Amerikaanse producten zoals vrachtwagens, ventilatoren en heatingsystems, verkocht industriële diamanten (voor boorkoppen), Barret-dakbedekkingen en men was actief met in- en verkoop van onderdelen voor de verwarmings- en koeltechniek.
In 1939 werd het bedrijf de eerste buitenlandse distributeur van Danfoss.

### 1945-1981
Na de Tweede wereldoorlog kwam het bedrijf, inmiddels gevestigd aan de Nieuwe Haven in Schiedam, in contact met het Haagse bedrijf W.H. Braskamp N.V. Dit bedrijf maakte motoren met een fan (een ring eromheen). Men sloot een overeenkomst tot levering van deze gemotoriseerde ventilatoren onder de naam Itho ventilatoren. Naast deze voornamelijk voor de industrie bestemde ventilatoren werd door Braskamp ook een ander type ontwikkeld voor huishoudelijk toepassingsgebied. 
In 1952 overleed oprichter Beukers op 73-jarige leeftijd. Zijn opvolger was de heer J. de Neree tot Babberich, die al vanaf 1939 aan het bedrijf verbonden was. In de jaren vijftig volgde verdere uitbreiding met de raamventilatoren KVBA 20 en 27, die voornamelijk bedrijfsmatig werden toegepast en in 1964 presenteerde het bedrijf als een van de eersten kunststof huishoudelijke raamventilatoren, die onder naam Indolator op de markt werden gebracht; eerst in de kleur donkerbruin en later in wit.
Het bedrijf besloot het productaanbod te vergroten en vanwege de toenemende interesse in afzuigkappen legde men in 1966 contact met de Belgische producent Novy en in 1967 met het Japanase bedrijf Daikin. Ook startte het bedrijf met de import van dakventilatoren uit Denemarken. Door deze Deense contacten zag men dat in Scandinavië gangbaar was om woningen centraal te ventileren. Het bedrijf besloot om zelf eigen units voor centrale mechanische ventilatie (CVE) te gaan ontwikkelen voor in eerste instantie de Nederlandse markt en in 1969 leidde dat tot de productie en levering van de eerste Itho CVE - een product dat anno 2025 nog altijd ruimschoots marktleider is in Nederland. In Nederland bestond een inpandige centrale voorziening voor woningbouw nog niet en met hun eigen product kon het bedrijf profiteren van de toen op grote schaal uitgevoerde nieuwbouw van flats en huizen in de jaren zeventig.
Het bedrijf groeide verder en in 1970 bracht het als een van de eersten de Heat Recovery Unit (HRU/ventilatie met warmteterugwinning) op de markt.

### 1981-2016
In 1981 werd het bedrijf, met op dat moment ca 170 werknemers, eigendom van het Deense Danfoss, producent van installatiematerialen (zoals thermostaatkranen en pompen). Acht jaar later werd door de groei op productie- en verkoopafdelingen noodzakelijk om een groter en nieuwer pand te betrekken en het bedrijf verhuist naar de Admiraal de Ruyterstraat in Schiedam.
In 1998 besloot moederbedrijf Danfoss om het concern op te splitsen in meerdere divisies. De ventilatie en airconditioning bleef bij Itho maar de verkoopactiviteiten werden ondergebracht in een aparte werkmaatschappij. Voor een aantal stafdiensten, zoals logistiek, bleef het moederbedrijf wel gebruik maken van de diensten van dochter Itho.
Drie jaar later, in 2001, volgde een management buy-out en nam de directie samen met investeringsmaatschappij NIB capital private equity de aandelen van moederbedrijf Danfoss over. In het zelfde jaar opende het bedrijf een fabriek onder de naam Itho Images waar warmtepompen en ventilatoren zouden worden gemaakt. Zeven jaar later, in 2008, breidde het bedrijf opnieuw uit en opende haar eerste buitenlandse dochteronderneming: Itho Ventilation Limited. Twee jaar later volgde de fusie met Daalderop en de bedrijfsnaam werd Itho Daalderop.
In 2009 werd het bedrijf eigendom van een investeringsmaatschappij, Bencis Capital Partners. Kort daarna startte de samenwerking met een ander bedrijf dat in dezelfde branche opereerde, Klimaatgarant. Dit bedrijf was complementair aan Itho Daalderop vanwege haar ontwikkeling van energie neutrale woningprojecten voor gemeenten, projectontwikkelaars en woningcorporaties. Klimaatgarant werd opgericht en geleid door een voormalig Itho CEO, die aldaar vertrok na de fusie met Daalderop.

### 2016 tot heden
In 2016 kocht de Belgische investeringsmaatschappij Gimv de beide bedrijven Itho Daalderop en Klimaatgarant, fuseerde deze en bracht ze onder in de Climate For Life (CFL) Holding.
In 2020 kwam het nieuws dat Gimv haar meerderheidsbelang in Climate for Life Holding (Itho Daalderop en Klimaatgarant) verkocht aan de Nederlandse investeringsmaatschappij Parcom.
Parcom verkocht het bedrijf op haar beurt weer slechts 2,5 jaar later aan de Zweedse beursgenoteerde branchegenoot Nibe.